# Sognefjellsveien
Der Sognefjellsveien ist die höchstgelegene Passstraße Nordeuropas und verbindet als Teil der Provinzstraße Fv 55 (Norwegisch: Fylkesvei 55) die beiden norwegischen Orte Gaupne und Lom. Der höchste Punkt liegt beim Fantesteinen in 1434 m Seehöhe. Die 110 km lange Straße ist eine der ältesten Verkehrsverbindungen zwischen Ost- und Westnorwegen.
Die Straße wurde bereits seit langer Zeit als Handelsweg genutzt, über den Hering und andere Fische sowie Salz von der Küste ins Landesinnere und umgekehrt Häute, Butter und Eisen vom Landesinneren zum Meer transportiert wurden. Wegelagerer machten in früheren Zeiten die Gegend unsicher und raubten die Warentransporte aus. Daher kommt auch der Name des Fantesteinen (dt. „Landstreicherstein“).
Nach zweijährigen Umbauarbeiten, die von arbeitslosen Jugendlichen durchgeführt wurden, konnte die Straße im Juli 1938 durchgehend für den Autoverkehr freigegeben werden.
Im Winter kann der Sognefjellsveien wegen der großen Schneemengen und der vorherrschenden Stürme nicht benutzt werden. Die Wintersperre dauert von Anfang November bis Anfang Mai.